# Durf te dromen
Durf te dromen is een studioalbum van de Nederlandse volkszanger Frans Bauer uit 2001.
De hoogste positie in de Album Top 100 die het album in achttien weken bereikte, was nummer 2. Aan het album gingen meerdere singles vooraf, waarvan "'n Beetje Liefde" een bescheiden hit werd met nummer 25 als hoogste positie in de Top 40. Het was Bauers laatste album dat mede door Riny Schreijenberg geproduceerd werd.

## Tracklist
1. 'n Beetje Liefde
2. Zie Je Al Die Zonnestralen
3. Mijn Hart Gaat Boem, Boem, Boem
4. Eindeloos
5. Ay, Ay, Ay... 'n Beetje Amore
6. Laat Mij Maar Met Mijn Dromen
7. Vandaag Wordt Alles Anders
8. Kijk Eens In Mijn Ogen
9. Dan Neem Ik Rozen Voor Je Mee
10. Vlieg Naar Het Paradijs
11. Jij Laat De Zon Weer Schijnen
12. Ik Draai Er Niet Omheen
13. Alles Wat Ik Heb Gezegd
14. Adios Amore'